# Roboterfußball
Roboterfußball ist ein Robotikwettbewerb und die Umsetzung des Mannschaftsspieles Fußball für mobile Roboter.
Internationale Wettkämpfe im Roboterfußball sind der RoboCup, die von der Federation of International Robot-soccer Association (FIRA) ausgerichtete Weltmeisterschaft oder auch die Football Category der World Robot Olympiad. RoboCup hat als langfristiges Ziel gesetzt, im Jahr 2050 den menschlichen Weltmeister in einem gewöhnlichen Fußballspiel zu schlagen.

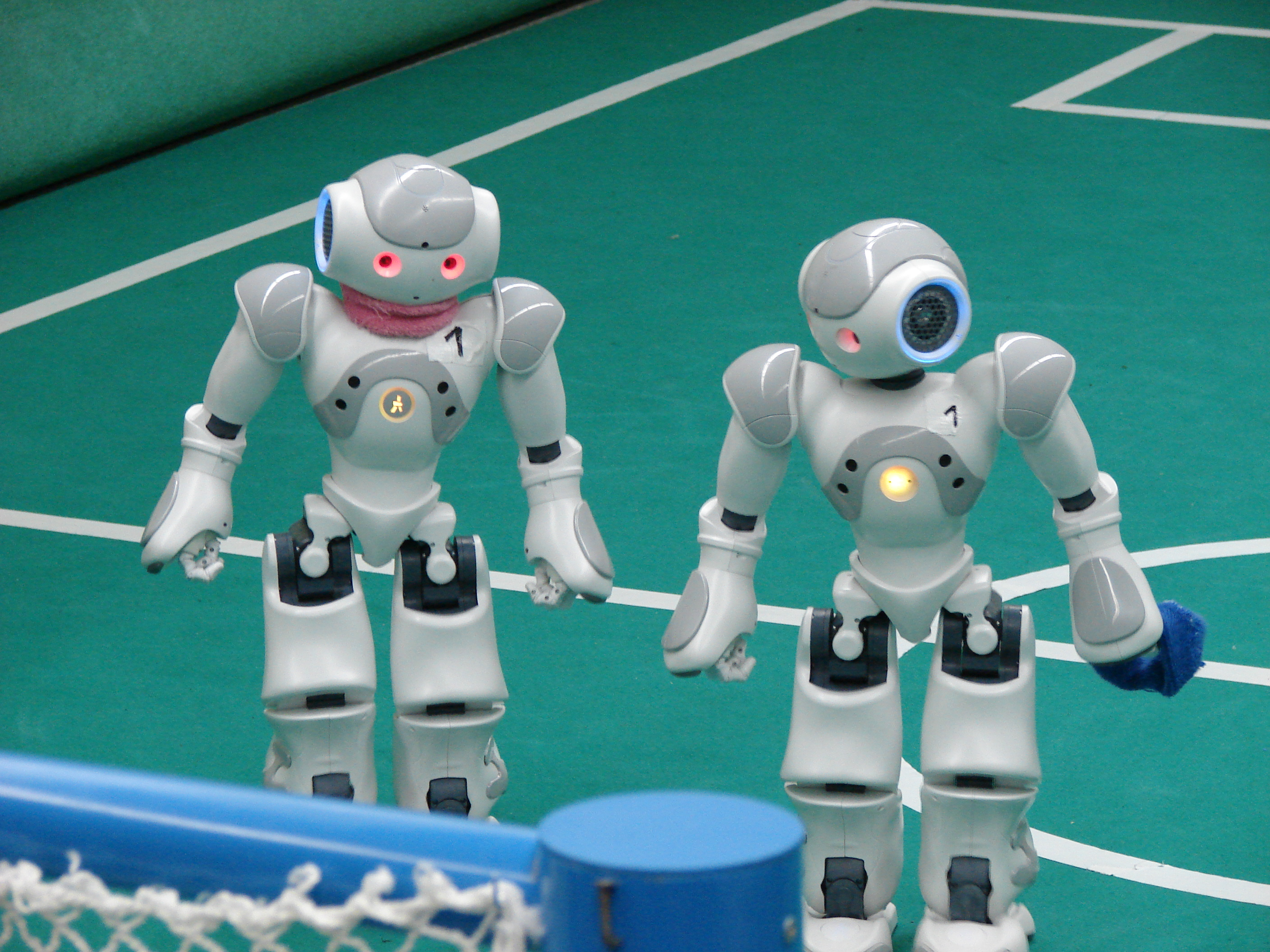
Nao-Team der HTWK Leipzig

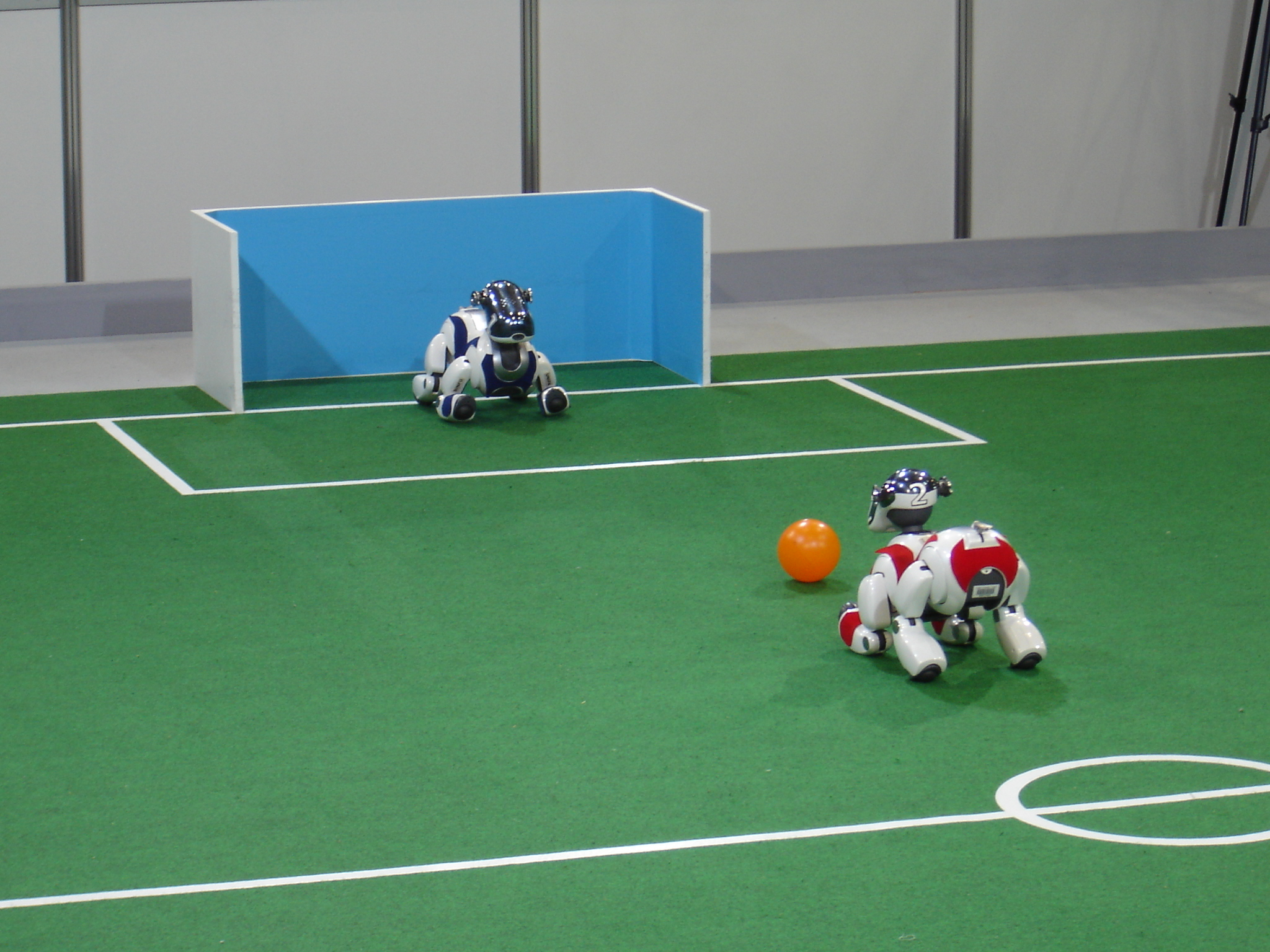
Aibos beim RoboCup 2005

## Standardproblem der künstlichen Intelligenz
Der amerikanische Informatiker Claude E. Shannon schlug 1950 vor, einen Automaten zu programmieren, der einen Menschen im Schach schlagen kann (Programming a Computer for Playing Chess; Philosophical Magazine). Allerdings hatte Konrad Zuse schon mehrere Jahre zuvor (1942–45) das welterste Schachprogramm geschrieben, in der von ihm selbst entwickelten ersten höheren Programmiersprache Plankalkül.
Diese Idee beschäftigte in den Folgejahren Wissenschaftler auf der ganzen Welt. In der künstlichen Intelligenz (KI) entstand die Spieltheorie mit leistungsfähigen Lernstrategien und Suchverfahren.
Mit dem Sieg von Deep Blue, einem von IBM entwickelten Supercomputer, gegen den amtierenden Schachweltmeister Garri Kasparow 1996 erreichte Computerschach als Forschungsgebiet der künstlichen Intelligenz seinen Höhepunkt.
Allerdings waren sich die KI-Forscher bereits einig, dass Computerschach keinen wirklichen Prüfstein für die Leistungen maschineller Intelligenz darstellte, auch wenn es die Entwicklungen auf dem Gebiet der künstlichen Intelligenz jahrelang beflügelt hatte.
Die Herangehensweise eines Computers an das Schachspiel (riesiger Rechenaufwand in riesigen Datenbanken) entspricht keineswegs der eines Menschen und ist nicht mit wahrer (menschlicher) Intelligenz vergleichbar. Die deterministische Natur des Schachspiels, durch die man, zumindest theoretisch, jeden Zug vorausberechnen kann, erfordert keine wirkliche Intelligenz. Heutzutage wird vielmehr Go als ein besserer Prüfstein angesehen.
So kam 1995 das Fußballspiel als Standardproblem für die künstliche Intelligenz auf die Tagesordnung, um die neuesten Entwicklungstendenzen der künstlichen Intelligenz zu berücksichtigen, bei der die Robotik mehr in den Mittelpunkt rückte. Da man erkannt hatte, dass Intelligenz einen Körper und Wahrnehmung benötigt, sollten autonome Roboter gegeneinander antreten.
Das „Problem“ Fußballspiel verlangt das Agieren in einer realen Umgebung, wobei ganz andere Aspekte der Intelligenz als beim Computerschach in den Vordergrund treten. Ein Fußballroboter muss sich in einer dynamischen Welt zurechtfinden, in Echtzeit auf Basis unvollständiger Informationen agieren und auf unvorhergesehene Ereignisse reagieren.
Durch „natürliche Auslese“ im Rahmen von Fußballturnieren sollen sich die erfolgreichsten Lösungsansätze der künstlichen Intelligenz durchsetzen.
Roboterfußball verlangt:
- Planen
- Lernen
- Sensorik (Objekterkennung)
- Motorik (Ball schießen; Fortbewegung)
- Reaktives Verhalten
- Schwarmkoordination (Kollektive Intelligenz, Schwarmverhalten)
- Selbstlokalisierung (Bestimmung der eigenen Position) und Lokalisierung der anderen Spieler
- Pfadplanung (Planen eines Weges zu einer bestimmten Zielposition)

Es ist das Ziel der Initiatoren des RoboCup, bis zum Jahr 2050 den amtierenden Fußball-Weltmeister zu besiegen.
Diese Zeitspanne entspricht in etwa der zwischen der Aufgabenstellung des Computerschachs und dem Sieg von Deep Blue gegen Garri Kasparow.

## World Robot Olympiad - Football Category
Hauptartikel siehe: World Robot Olympiad

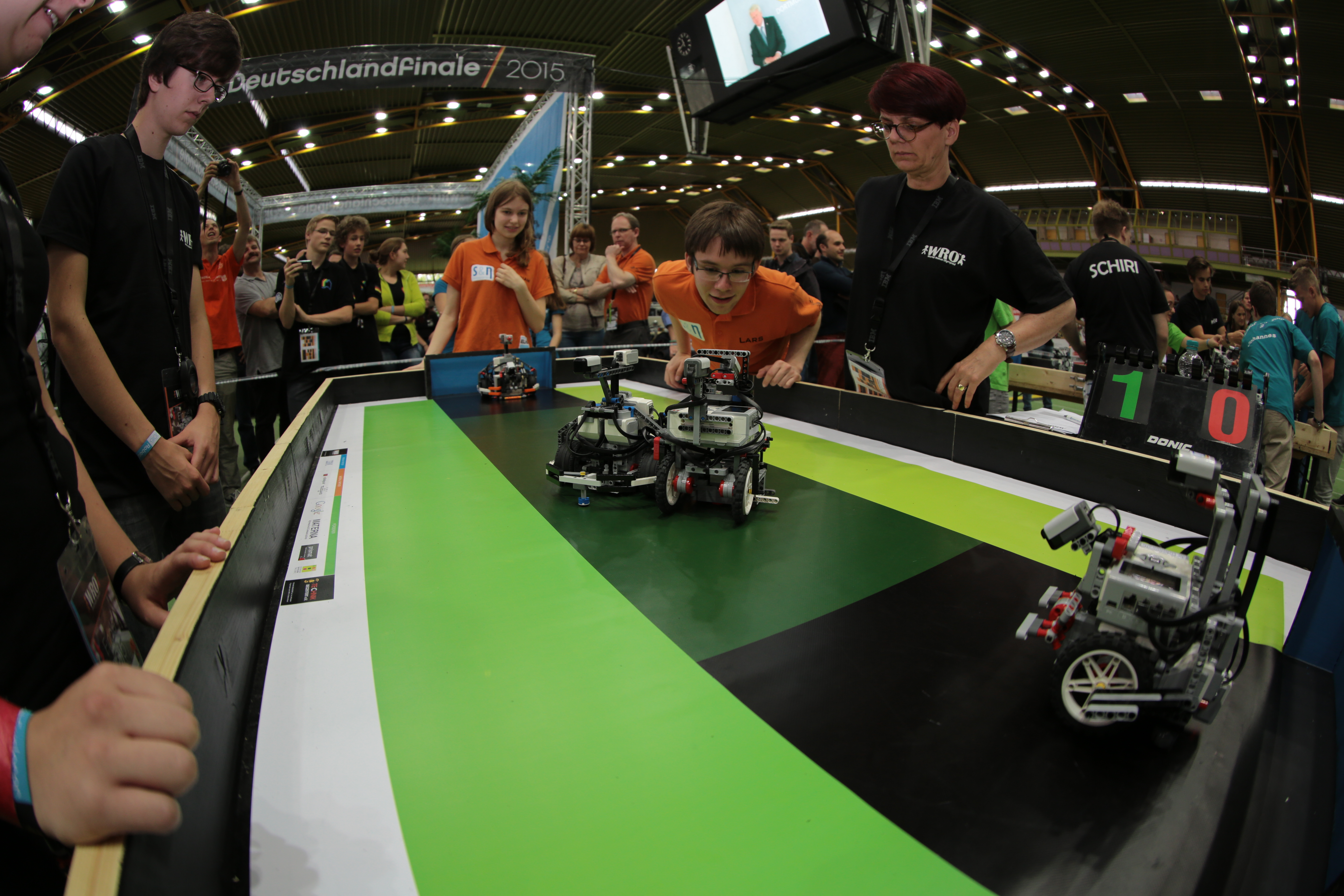
Das Spielfeld WRO Football Category im Jahr 2015

Die World Robot Olympiad (WRO) ist ein internationaler Wettbewerb, bei dem das Lego Mindstorms-System als Grundlage dient. Die WRO findet in mehreren Kategorien und Altersklassen mit jeweils verschiedenen Aufgaben statt. Eine der Kategorien ist die Football Category:
Bei der Football Category bauen und programmieren die Jugendlichen zwei Roboter ausschließlich aus LEGO-Materialien. Diese Roboter dürfen jeweils maximal 22 cm hoch sein und einen Durchmesser von 22 cm haben (wird mit einem Zylinder gemessen). Dabei orientieren sich die Roboter mit Hilfe von Kompass-Sensoren auf dem Spielfeld und nutzen Infrarotsensoren, um den Infrarot-Spielball zu erkennen. Als Besonderheit zählt in dieser Kategorie die zweistündige Bauphase: Die Teams dürfen die Roboter zwar vor dem Wettbewerb bauen und testen, am Wettbewerbstag müssen beide Roboter allerdings aus Einzelteilen erneut zusammengesetzt werden. Nach der Bauphase ist, sofern Übungstische frei sind, das weitere Testen jederzeit möglich.

## RoboCup
Hauptartikel siehe: RoboCup
RoboCup-Weltmeisterschaften finden jährlich wechselnd in verschiedenen Ländern statt, auf nationaler Ebene finden Turniere wie die RoboCup German Open statt. Dabei gibt es die Major League, in der Universitätsmannschaften, und den RoboCup Junior, an dem Schüler bis 19 Jahre teilnehmen. Bei beiden Wettbewerben finden wiederum Wettkämpfe im Roboterfußball, mit Rettungs- und Haushaltsrobotern statt.

## Federation of International Robot-soccer Association (FIRA)
Die Federation of International Robot-soccer Association (FIRA) wurde am 5. Juni 1997 in Daejeon (Südkorea) gegründet. Sie veranstaltet jährlich Roboterfußballweltmeisterschaften (FIRA RoboWorld Cup) sowie lokale Meisterschaften (European Championships, ChinaCup, KoreaCup, South America Cup usw.).

### Weltmeisterschaft
Die FIRA-Roboterfußballweltmeisterschaften werden jährlich an wechselnden Orten ausgetragen, begleitet von einem wissenschaftlichen Kongress (FIRA RoboWorld Congress).
2006 fand die Weltmeisterschaft parallel zur Fußballweltmeisterschaft in Dortmund statt. Die WM 2007 wurde in San Francisco ausgetragen, parallel zur dort jährlich ausgetragenen Veranstaltung „Robolympics“. Die WM 2008 ist dann – gleichzeitig mit den Olympischen Sommerspielen – in Qingdao/China.
2009 wurde der FIRA Cup zum „FIRA RoboWorld Cup & Congress“. Der 15. RoboWorld Cup fand im September 2010 in Amrita Vishwa Vidyapeetham in Indien statt. 2013 wurden sie vom 24. bis zum 29. August in Kuala Lumpur (Malaysia) ausgetragen. Damals umfasste sie fünf Spielklassen: Micro-Robot Soccer Tournament, Amire, Naro, Simulated Robot, Android, Robo und Humanoid Robot. Es traten Teams aus Singapur, Indonesien, Taiwan, Indien, China, Südkorea, dem Vereinigten Königreich, Mexiko, Kanada, Russland und Malaysia an. Insgesamt nahmen 80 Teams aus 11 Ländern an den Meisterschaften teil.
Der RoboWold Cup 2015 fand in der Volksrepublik China statt, an dem mehr als 500 Teams aus 45 verschiedenen Ländern teilnahmen. 2018 war vom 7. bis 11. August Zentraltaiwan der Austragungsort. Diesmal nahmen 12 Länder teil, darunter Brasilien, Iran, die Philippinen, Malaysia, Korea, Kanada, Indonesien, Mexiko, Russland, Singapur und China. Jährlich ändern sich die Wettbewerbe und so gab es für die 277 teilnehmenden Teams die Spielklassen HuroCup, AndroSot, RoboSot, SimuroSot, Mini DRC, die DARPA Robotics Challenge, Drone und sogar einen Bogenschießwettbewerb zwischen Menschen und einem Roboter.
Aufgrund der weltweiten COVID-19-Problematik und den Schwierigkeiten bei internationalen Reisen wurden die Weltmeisterschaften ab 2021 online ausgetragen und zusätzlich im Dezember als FIRA SimulCup 2021 in Brasilien angeboten. Der FIRA SimulCup wird seitdem über mehreren Veranstaltungsorte (Kanada, Südkorea, Taiwan, Iran) organisiert.

### Austragungsorte der Weltmeisterschaft
| Jahr | Land                                 | Ort                                          |
| ---- | ------------------------------------ | -------------------------------------------- |
| 1996 | Südkorea                             | Daejeon                                      |
| 1997 | Südkorea                             | Daejeon                                      |
| 1998 | Frankreich                           | Paris                                        |
| 1999 | Brasilien                            | Campinas                                     |
| 2000 | Australien                           | Rockhampton                                  |
| 2001 | China                                | Peking                                       |
| 2002 | Südkorea                             | Busan, Daegu, Daejeon, Gwangju, Suwon, Seoul |
| 2003 | Österreich                           | Wien                                         |
| 2004 | Südkorea                             | Busan                                        |
| 2005 | Singapur                             | Singapur                                     |
| 2006 | Deutschland                          | Dortmund                                     |
| 2007 | USA                                  | San Francisco                                |
| 2008 | China                                | Qingdao                                      |
| 2009 | Südkorea                             | Incheon                                      |
| 2010 | Indien                               | Bangalore                                    |
| 2011 | Taiwan                               | Kaohsiung                                    |
| 2012 | Vereinigtes Königreich               | Bristol                                      |
| 2013 | Malaysia                             | Shah Alam                                    |
| 2014 | China                                | Peking                                       |
| 2015 | Südkorea                             | Daejeon                                      |
| 2016 | China                                | Peking                                       |
| 2017 | Taiwan                               | Kaohsiung                                    |
| 2018 | Taiwan                               | Taichung                                     |
| 2019 | Südkorea                             | Changwon                                     |
| 2020 | Brasilien online                     | TBD                                          |
| 2021 | weltweit-online                      | [ 8 ]                                        |
| 2021 | Brasilien als FIRA SimulCup (online) | São Luís                                     |
| 2022 | weltweit-online                      | [ 8 ]                                        |

### Spielklassen in der FIRA
MiroSot
Die Roboter sind Würfel mit maximal 7,5 cm Kantenlänge, zwei oder auch vier Rädern, zwei Elektromotoren und einem Radioempfänger inklusive Antenne. Als Ball dient ein orangefarbener Golfball. Eine Kamera, über dem Spielfeld montiert, übermittelt die aktuelle Spielsituation an einen Host-Computer. Dieser wiederum steuert die Roboter mittels Funksignalen.
Je nach Unterklasse wird mit 5 (MiroSot Middle League) oder 11 (MiroSot Large League) Robotern pro Team gespielt. Die entsprechenden Spielfeldgrößen sind 220 × 180 cm bzw. 400 × 280 cm.
NaroSot
Die Roboter sind 4 × 4 × 5,5 cm groß. Als Ball dient ein orangefarbener Tischtennisball. Der Spielaufbau (zentrale Kamera, externer Host-Computer, Funkübertragung) ist gleich der MiroSot-Klasse.
Das Spielfeld hat eine Größe von 130 × 90 cm.
RoboSot
Die Roboter sind maximal 20 × 20 cm groß (keine Höhenbeschränkung). Ein Team kann aus einem bis drei Robotern bestehen. Die Roboter können vollständig oder teilweise autonom arbeiten (für die Verarbeitung der Bildinformationen kann ein zusätzlicher Host-Computer verwendet werden). Als Ball dient ein gelber Tennisball.
Das Spielfeld hat eine Größe von 220 × 180 cm.
KheperaSot
Die Roboter dürfen maximal einen Durchmesser von 6 cm haben und sind vom Typ Khepera. Sie müssen vollständig autonom agieren. Es spielt einer gegen einen. Als Ball dient ein weißer oder gelber Tennisball.
Das Spielfeld ist 105 × 68 cm groß.
HuroSot
Die Roboter müssen sich auf zwei Beinen fortbewegen und sind in drei Klassen aufgeteilt:
- Small (max. 50 cm hoch, 5 Roboter pro Team),
- Medium (max. 80 cm, 3 Roboter pro Team),
- Large (max. 150 cm, 3 Roboter pro Team).

Für die Small-League wird ein gelber Tennisball verwendet, für Medium und Large ein oranger Jugendfußball (Größe 3).
Die Größe des Spielfeldes ist je nach Klasse zwischen 340 × 250 cm und 430 × 350 cm groß.
Neben dem eigentlichen Wettbewerb (Fußball) gibt es noch vier weitere Aufgaben (Vorwärts-/Rückwärtslaufen, Freistoß, Hindernislauf, Aufheben und Tragen).
SimuroSot
Simulationsliga. Es gibt zwei Unterklassen mit 5 bzw. 11 Roboter pro Team
siehe auch: MiroSot Middle League und MiroSot Large League.